# Peurasaari (ö i Finland, Södra Savolax, S:t Michel, lat 61,64, long 26,76)
Peurasaari är en ö i Finland. Den ligger i sjön Ryökäsvesi och Liekune och i kommunen Hirvensalmi i den ekonomiska regionen  S:t Michel och landskapet Södra Savolax, i den södra delen av landet, 190 km nordost om huvudstaden Helsingfors. Öns area är 1,4 hektar och dess största längd är 260 meter i nord-sydlig riktning.